# Fernando Regueira
Fernando Regueira (Quilmes, Buenos Aires, 10 de marzo de 1972) es un guionista argentino.  
Escribió guiones para cine y televisión. 
Estudió teoría y crítica cinematográfica con Ángel Faretta. Cursó estudios particulares de Filosofía, Música y universitarios de Historia en la Universidad Nacional de La Plata.
Escribió la primera temporada de la serie "Mosca & Smith en el Once" . 
En cine escribió guiones para Juan Carlos Desanzo, Gaspar Scheuer, Ivan Vescovo, Mariano Nante y para productoras Patagonik Film Group, Rebolución, Nomad, Clase B y DeAPlaneta España.  
Por "Samurai" ganó el Primer Premio Nacional en la categoría Guion cinematográfico del qinquenio 2009-2013. Jurado: Lucrecia Martel, Fernando Castets, Mariano Llinás y Sergio Bizzio.  
Trabaja habitualmente como script-doctor y consultor de guion para productoras de Iberoamérica.  
En 2013 colaboró en el libro Cinco films argentinos de Editorial Djaen con un ensayo sobre "Safo, historia de una pasión" de Carlos Hugo Christensen.  
Produjo ejecutivamente el largometraje "Los esclavos felices" de Gabriel Arbós. 
Según sus palabras: 
"El cine argentino que se produce actualmente no representa siquiera vagamente nuestra cultura, cosa que creo que no ocurre si entendemos por “cultura” algo más que sociología urbana o neurosis de clase media. Por otro lado basta caminar por la calle o leer diarios, revistas o medios audiovisuales varios para comprobar que esa definición no se aplica únicamente a nuestro cine. El desierto avanza sobre la ciudad y los bárbaros que esperábamos, hace tiempo que están con nosotros.

## Filmografía
Guionista
- Devoto (película)  (2020)
- Piazzolla, los años del tiburón (película)  (2018)
- Yanka y el espíritu del volcán (película)  (2018)
- El hermano de Miguel (colaboración autoral (película)  (2018)
- Punto ciego (narración) (película)  (2014)
- Errata  (2014)
- Samurai (película)|Samurai  (2013)

Producción
- Los esclavos felices  (2004)

## Televisión
Guionista
- Valentino. (2020). Actores: Pablo Rago, Mónica Ayos, Diego Olivera. Dirección: Martin Desalvo.
- Contratados. (2016). Bacua Tv.
- El emprendedor [2014]. Telefé. Conducción: Andy Freire, Ricky Pashkus, Pia Slapka, Juan Marconi.
- Mundial Brasil 2014. Micros. (2014). DeporTv.
- Vocaciones. (2011). Canal Encuentro.
- Mosca & Smith en el Once,  (2004). Telefé. Actores: Fabián Vena, Pablo Rago. Dirección: Diego Kaplan.
- Un viaje a la estratósfera. (2003). Canal 7. Dirección: Juan Carlos Desanzo.

## Premios
- Primer Premio Nacional. Secretaría de Cultura de la Nación. Mejor Guion de Cine. Quinquenio 2009-2013.
- INCAA (Proyecto Raíces),
- Fondo de Fomento de la Provincia de San Luis